# Madrano
Madrano è una frazione del comune di Pergine Valsugana in provincia di Trento, posta a 550 m sul livello del mare.

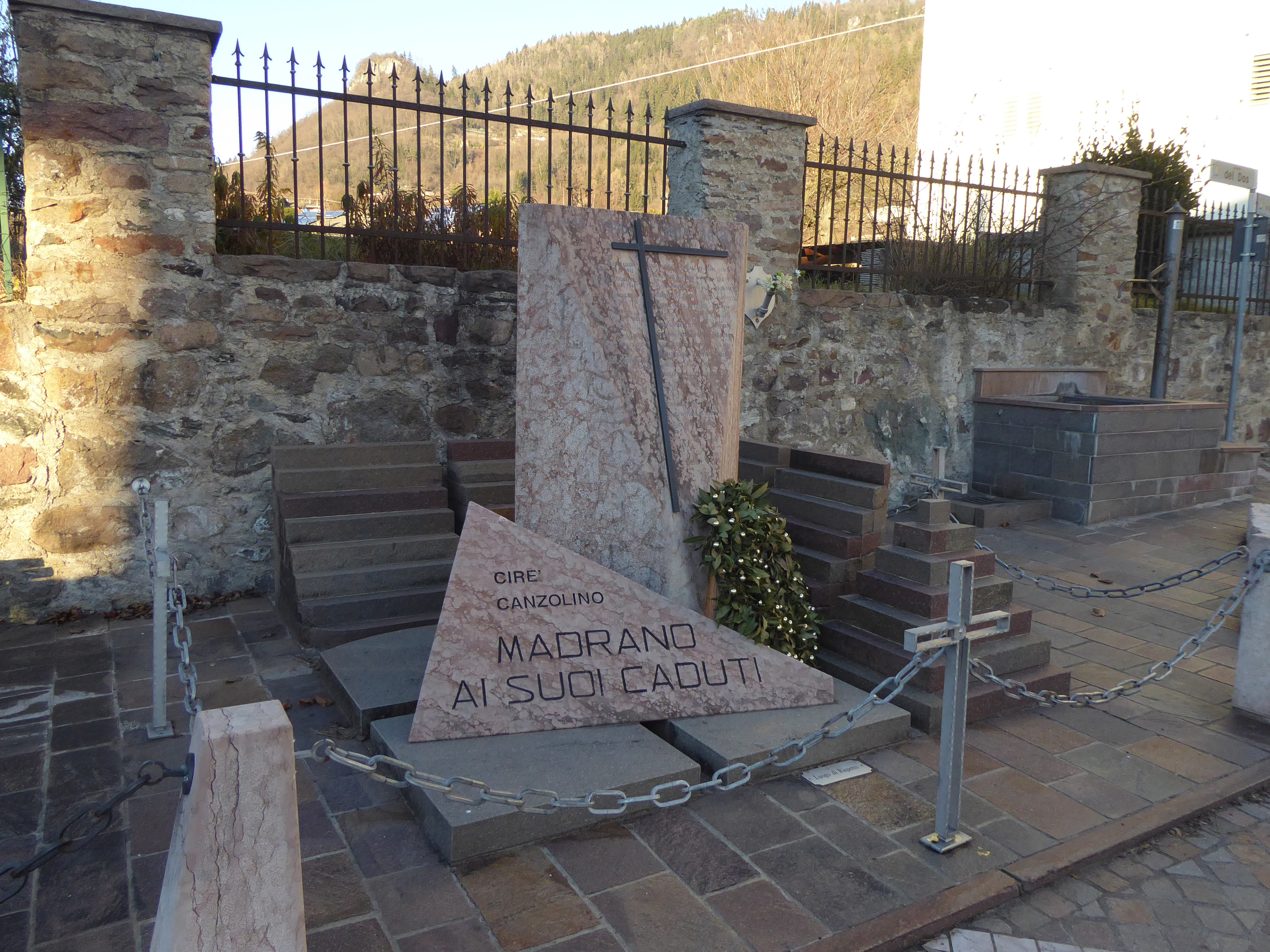
Monumento ai caduti

Il paese è collocato tra alcuni piccoli laghi: l'omonimo lago di Madrano, il lago di Canzolino e la torbiera del lago Pudro.
La frazione è abbastanza antica e vi si trovano alcuni edifici databili al XVI secolo.

## Monumenti e luoghi d'interesse
- Chiesa della Decollazione di San Giovanni Battista